# Recknitz
Recknitz (pol. hist. Raksa, Reknica, Rokitnica) – rzeka (72 km długości) w Niemczech, w kraju związkowym Meklemburgia-Pomorze Przednie, wypływa z Pojezierza Meklemburskiego koło Güstrow, uchodzi do bałtyckiej zatoki Saaler Bodden w Ribnitz-Damgarten. Jest to rzeka graniczna – oddziela Pomorze od Meklemburgii.